# China Open 2007
Il China Open 2007 è stato un torneo di tennis giocato sul cemento. 
È stata la 9ª edizione del torneo maschile, che fa parte della categoria International Series 
nell'ambito dell'ATP Tour 2007, e l'11ª di quello femminile facente parte della categoria Tier II nell'ambito del WTA Tour 2007. 
Il torneo si è giocato al Beijing Tennis Center di Pechino, in Cina, dal 10 al 23 settembre 2007.

## Campioni

### Singolare maschile
Fernando González ha battuto in finale  Tommy Robredo con il punteggio di 6–1, 3–6, 6–1.

### Singolare femminile
Ágnes Szávay ha battuto in finale  Jelena Janković con il punteggio di 6(7)–7, 7–5, 6–2.

### Doppio maschile
Rik De Voest /  Ashley Fisher hanno battuto in finale  Chris Haggard /  Yen-Hsun Lu con il punteggio di 6(3)–7, 6–0, [10–6].

### Doppio femminile
Chia-jung Chuang /  Su-wei Hsieh hanno battuto in finale  Han Xinyun /  Yi-fan Xu con il punteggio di 7–6(2), 6–3.